# Patrick Chakaipa
Patrick Fani Chakaipa (ur. 25 czerwca 1932 w Mhondoro, zm. 8 sierpnia 2003) − duchowny katolicki z Zimbabwe, arcybiskup Harare w latach 1976-2003.

## Życiorys
Święcenia kapłańskie przyjął 15 sierpnia 1965.

## Episkopat
15 października 1972 został mianowany biskupem pomocniczym diecezji Salisbury ze stolicą tytularną Rucuma. Sakry biskupiej udzielił mu w dniu 14 stycznia 1973 roku arcybiskup Francis William Markall.
31 maja 1976 został mianowany przez Pawła VI ordynariuszem archidiecezji Harare (do 1982 nosiła nazwę Archidiecezja Salisbury).